# Nimigea de Sus
Nimigea de Sus – wieś w Rumunii, w okręgu Bistrița-Năsăud, w gminie Nimigea. W 2011 roku liczyła 560 mieszkańców.